# 仇兆鳌
仇兆鳌（1638年—1717年），字沧柱，号知几、知几子，晚号章溪老叟，甬江（今浙江宁波城区）人。明末清初学者。

## 生平
康熙二十四年（1685年）乙丑科进士，官至吏部右侍郎，遭弹劾，托病辞官归。少与黄宗羲交游，探讨性命之學，宗羲有詩《贈仇滄柱》。著作多种，有《四书说约》、《杜诗详注》等，其中康熙三十二年脫稿的《杜诗详注》为杜甫诗学研究集大成之作，成就极高。研究《周易参同契》、《悟真篇》，精深入微。仇兆鳌另好阴阳仙术，著有《古本周易參同契集注》、《悟真篇集注》（陶素耜推崇此書“事理貫通，深達道妙”、“美不勝收”），晚年幡然省悟而止。康熙五十六年（1717年）十月初五，卒。

## 年表
- 明朝崇祯十一年（1638年）；生于浙江鄞县。
- 清朝康熙四年（1665年），二十七岁；受学于黄宗羲处，与万斯同、万斯大同学。
- 康熙二十八年（1689年），五十二岁；仇兆鳌开始着手对杜甫诗的校注工作。
- 康熙三十一年（1692年）， 五十五岁；仇兆鳌为《明儒学案》作序，受多方赞许。
- 康熙三十二年（1693年），五十六岁；杜诗研究之集大成之作《杜诗详注》完成脱稿，奏请进呈康熙帝御览。
- 康熙四十二年（1703年），六十六岁；《杜诗详注》付梓。
- 康熙四十九年（1710年），七十三岁；出任吏部右侍郎。
- 康熙五十年（1711年），七十四岁；辞吏部右侍郎还乡，于水路途中成《杜诗详注》完整版。
- 康熙五十二年（1713年），七十六岁；重辑《杜诗详注》正式完成。
- 康熙五十六年（1717年），八十岁；十月初五，卒。

## 代表著作
- 《四书说约》
- 《杜诗详注》
- 《周易参同契》集注
- 《悟真篇》集注